# Rosmarin-Weidenröschen
Das Rosmarin-Weidenröschen (Epilobium dodonaei Vill., Syn.: Chamaenerion dodonaei (Vill.) Schur) ist eine Pflanzenart aus der Gattung der Weidenröschen (Epilobium) innerhalb der Familie der Nachtkerzengewächse (Onagraceae).

## Beschreibung

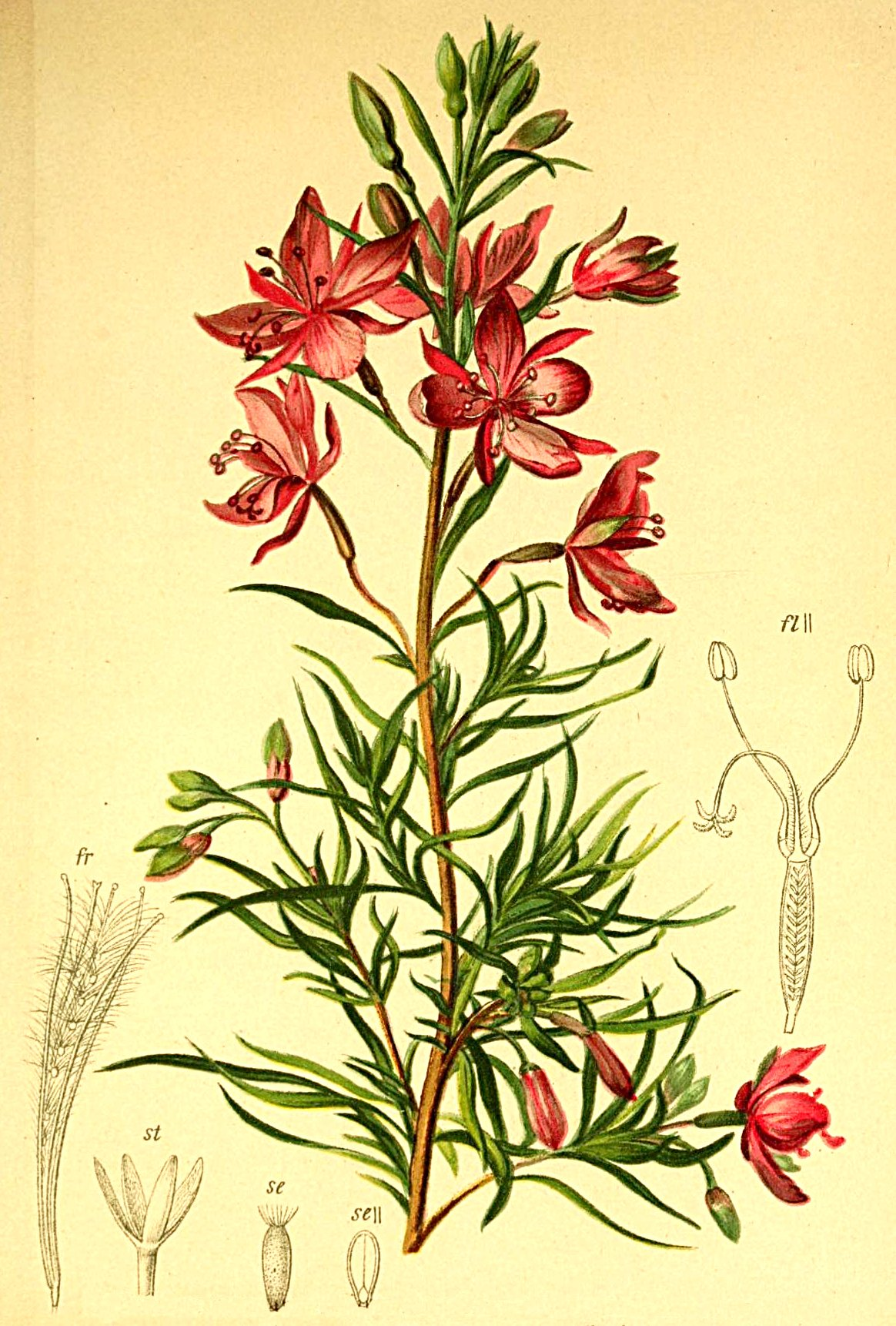
Illustration aus Atlas der Alpenflora

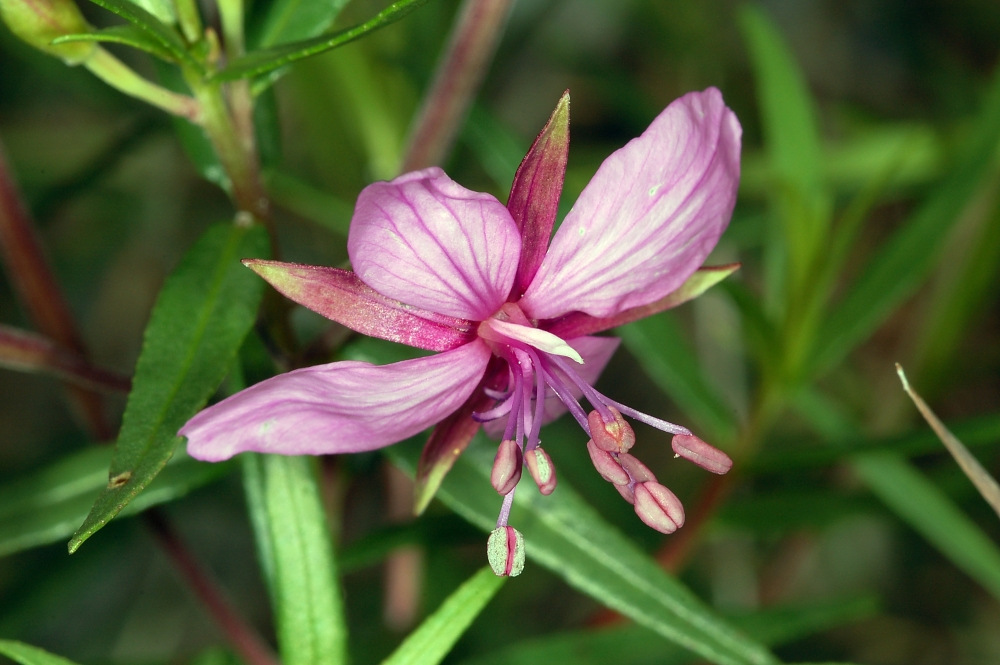
Blüte im Detail

### Vegetative Merkmale
Das Rosmarin-Weidenröschen wächst als ausdauernde krautige Pflanze bis Halbstrauch und erreicht Wuchshöhen von 50 bis 110 Zentimetern. Es besitzt eine mehrköpfige Grundachse, sowie unterirdische Ausläufer, die lang, fleischig und rot sind. Die Stängel können am Grund verholzt sein, rund, sowie oben schwach behaart; zur Blütezeit sind sie kurz verzweigt.
Die wechselständig angeordneten Laubblätter sind sitzend oder sehr kurz gestielt und starr. Die einfache Blattspreite ist bei einer Länge von 2 bis 2,5 Zentimetern sowie einer Breite von 0,1 bis 0,35, selten bis zu 0,5 Zentimetern linealisch bis linealisch-lanzettlich. Das Blattrand ist ganzrandig oder schwielig gezähnt. Eine Behaarung fehlt oder es gibt schwach angedrückte Haare (Indument). Beide Blattseiten sind grün, nur die Mittelrippe tritt hervor. Der deutsche Trivialname „Rosmarin-Weidenröschen“ leitet sich von den rosmarinartig schmalen, grau-grünen Blättern ab.

### Blütenstand und Blüte
Die Blütezeit reicht von Juli bis August. Die Blüten stehen in einem endständigen, lockeren traubigen Blütenstand zusammen. Die zwittrige Blüte ist leicht zygomorph, groß, etwa 15 Millimeter lang mit kurzer Röhre. Der Achsenbecher ist kurz und außen dicht angedrückt behaart. Die Kelchblätter sind rot und anliegend kurz behaart. Die Krone ist flach ausgebreitet. Die hellrosafarbenen Kronblätter sind kaum genagelt und rund 1½-mal so lang wie die Kelchblätter. Der abwärts geneigte Griffel ist 7 bis 15 Millimeter lang, fadenförmig und etwa so lang wie die längeren Staubblätter. Im untersten Drittel ist der Griffel weiß-zottig behaart. Die Narbe ist vierteilig.

### Frucht und Samen
Die Kapselfrüchte sind anfangs dicht weißfilzig, später rötlich überlaufen und kurz angedrückt behaart. Die papillösen Samen sind bei einer Länge von 1,5 bis 2 Millimetern länglich.

### Chromosomensatz
Die Chromosomenzahl beträgt 2n = 36.

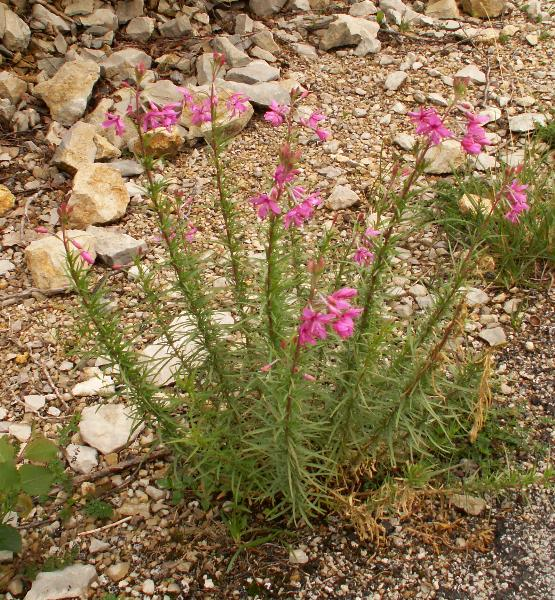
Habitus im Habitat im französischen Jura

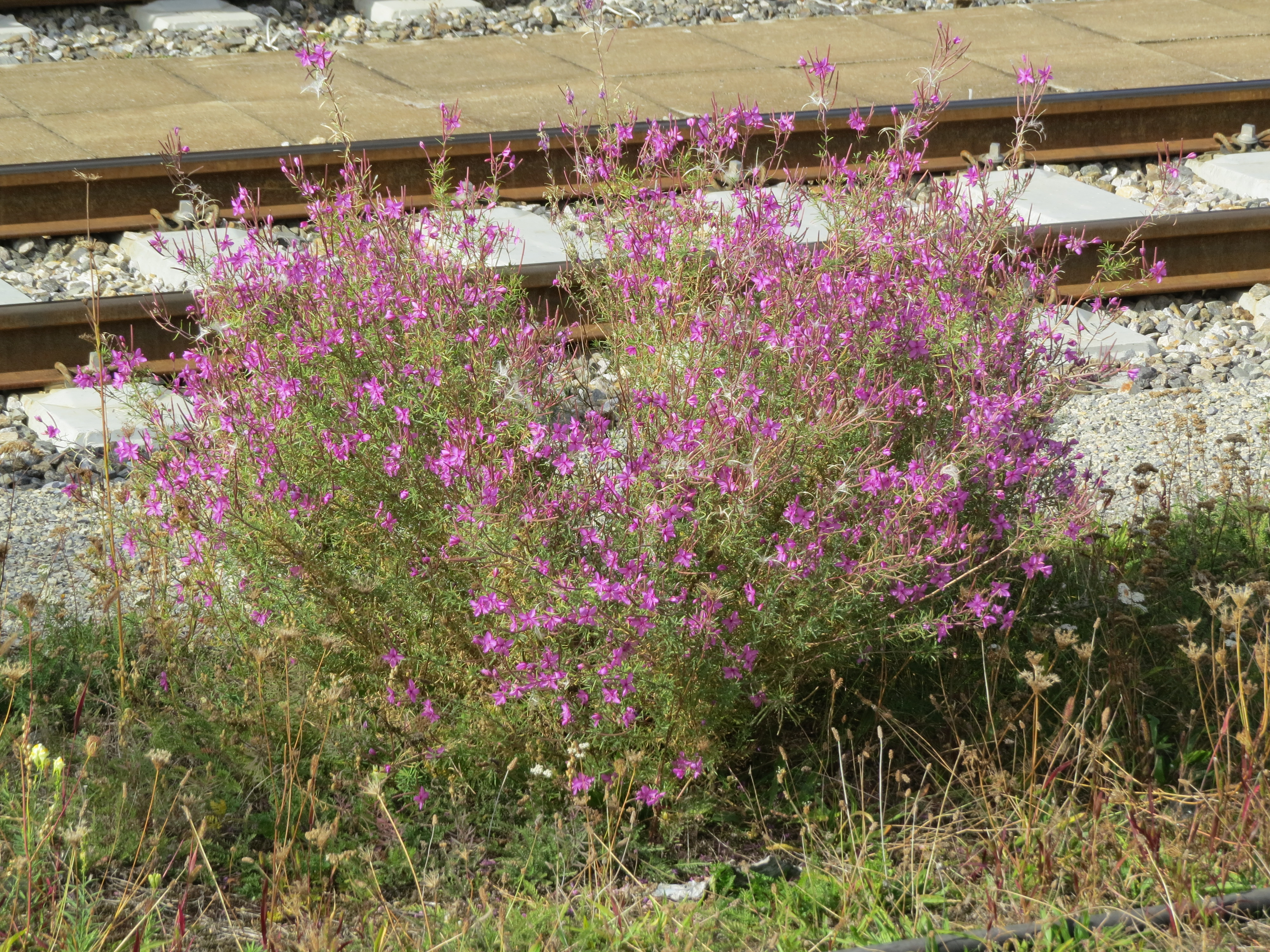
Vorkommen auf den Gleisanlagen des Hauptbahnhofs Wiener Neustadt, Österreich

## Ökologie
Beim Rosmarin-Weidenröschen handelt es sich um einen Hemikryptophyten.
Die Bestäubung erfolgt durch Insekten.
Das Rosmarin-Weidenröschen ist Raupen-Futterpflanze u. a. für den Nachtkerzenschwärmer (Proserpinus proserpina) und den Fledermausschwärmer (Hyles vespertilio).

## Vorkommen
Das Rosmarin-Weidenröschen ist in Eurasien von Frankreich bis zum nordwestlichen Iran verbreitet. In Europa gibt es ursprüngliche Vorkommen in den Ländern Frankreich, Deutschland, Italien, die Schweiz, Österreich, Tschechien, Polen, die Slowakei, Ungarn, Slowenien, Kroatien, Albanien, Nordmazedonien, Griechenland, Kreta, Bulgarien, Rumänien, Moldau und die Ukraine. In Deutschland ist es in Nordrhein-Westfalen, Rheinland-Pfalz und im Saarland nur als Neophyt bekannt. In Österreich fehlt es in Salzburg und ist in Nordtirol ausgestorben, ansonsten kommt es zerstreut bis selten vor. In der Türkei wächst es nur an den nördlichen Abhängen des Pontus in Höhenlagen von 1100 bis 1500 Metern.
Es wächst an kiesigen und sandigen Standorten sowie an felsigen Abhängen. Meist besiedelt es kalkreiche, humus- und feinerdearme Kies- und Sandböden. Es kommt von der collinen bis zur montanen Höhenstufe vor. In Baden-Württemberg steigt das Rosmarin-Weidenröschen bei Bittelschieß und Göggingen bis zu einer Höhenlage von 630 Meter auf. Aufgrund seiner unterirdischen Ausläufer ist es eine ausgesprochene Pionierpflanze. Es ist pflanzensoziologisch eine Charakterart des Epilobio-Scrophularietum caninae aus dem Verband Epilobion fleischeri.
Die ökologischen Zeigerwerte nach Landolt et al. 2010 sind in der Schweiz: Feuchtezahl F = 1+w (trocken aber mäßig wechselnd), Lichtzahl L = 4 (hell), Reaktionszahl R = 4 (neutral bis basisch), Temperaturzahl T = 4 (kollin), Nährstoffzahl N = 3 (mäßig nährstoffarm bis mäßig nährstoffreich), Kontinentalitätszahl K = 4 (subkontinental).
Dörr und Lippert beobachteten, dass das Rosmarin-Weidenröschen zu Unbeständigkeit neigt. Sie verschwindet auch ohne menschliche Einwirkung aus nicht geklärter Ursache nach wenigen Jahren, tritt aber manchmal später in der Nähe neu auf.

## Systematik
Die Erstveröffentlichung von Epilobium dodonaei erfolgte 1779 durch Dominique Villars in Prospectus de l'Histoire des Plantes de Dauphiné, S. 45. Das Artepitheton dodonaei ehrt den flämischen Arzt und Botaniker Rembert Dodoens (latinisiert Rembertus Dodonaeus), Professor in Leyden und Leibarzt von Kaiser Rudolf II. Synonyme für Epilobium dodonaei Vill. sind: Chamaenerion dodonaei (Vill.) Schur, Chamaenerion palustre auct. mult., non (L.) Scop., Chamaenerion rosmarinifolium (Haenke) Moench, Chamaenerion angustissimum (Weber) Sosn., Epilobium rosmarinifolium Haenke nom. illeg., Epilobium angustissimum Weber, Chamerion dodonaei (Vill.) Holub
Innerhalb der Gattung Epilobium wird Epilobium dodonaei aufgrund der wechselständigen Blätter und der großen Blüten in die Untergattung Chamaenerion gestellt, die nach molekularsystematischen Untersuchungen Gattungsrang einnimmt.